# Diospyros sulcata
Diospyros sulcata là một loài thực vật có hoa trong họ Thị. Loài này được Bourd. mô tả khoa học đầu tiên năm 1908.